# Matthew De Abaitua

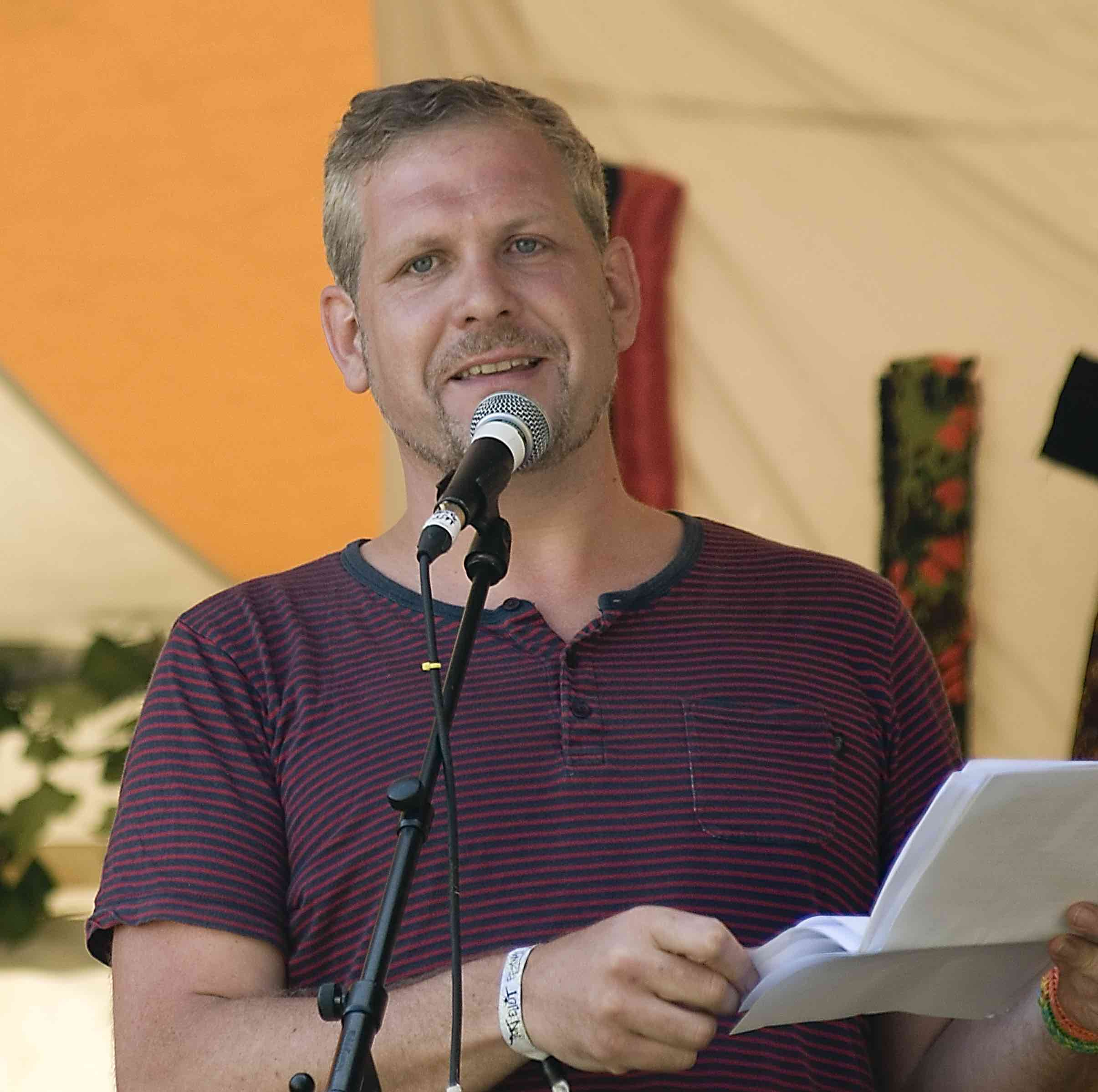
Matthew De Abaitua (2014)

Matthew De Abaitua (geboren 17. Oktober 1971 in Ormskirk als Matthew Humphreys) ist ein britischer Schriftsteller.

## Leben
Matthew Humphreys wuchs in Maghull in Merseyside auf, im Alter von 21 Jahren änderte er seinen Namen in Matthew De Abaitua. Er studierte Anglistik an der University of York und Creative Writing an der University of East Anglia. Ab Juli 1994 arbeitete er ein halbes Jahr als Sekretär für den Schriftsteller Will Self und lebte in dessen Haus auf dem Land in Knodishall, Suffolk.
Zwischen 1995 und 1999 war De Abaitua Redakteur der literarischen Zeitschrift The Idler. Seine Kurzgeschichte Inbetween wurde 1997 in die Anthologie Disco Biscuits aufgenommen. De Abaitua schrieb daraus ein Script für einen Kurzfilm, der 1999 bei Channel 4 gesendet wurde. Er arbeitete ein Zeitlang als Filmredakteur bei Channel 4.
Sein erster Roman The Red Men wurde 2008 auf der Shortlist des Arthur C. Clarke Awards für Science-Fiction-Literatur geführt, mit IF THEN, 2015 und The Destructives, 2016 erschienen zwei weitere Romane zu dem Genre. Abaitua hat einen Lehrauftrag für Kreatives Schreiben an der University of Essex.

## Werke (Auswahl)
- The Idler's Companion: An anthology of Lazy Literature. 4th Estate, 1996
- The Red Men. Gollancz, 2007
- The Art of Camping: The History and Practice of Sleeping Under the Stars. Hamish Hamilton, 2011
- IF THEN. Angry Robot, 2015
- The Destructives. Angry Robot, 2016
- Self & I: A Memoir of Literary Ambition. Eye Books, 2018